# 7011 Worley
7011 Worley eller 1987 SK1 är en asteroid i huvudbältet som upptäcktes den 21 september 1987 av den amerikanske astronomen Edward L.G. Bowell vid Anderson Mesa Station. Den är uppkallad efter den amerikanske astronomen Charles Edmund Worley.
Asteroiden har en diameter på ungefär 5 kilometer och den tillhör asteroidgruppen Levin.